# Uriménil
Uriménil là một xã ở tỉnh Vosges, vùng Grand Est, Pháp. Xã này có diện tích 15,62 km² dân số năm 1999 là 1397 người. Xã này nằm ở khu vực có độ cao trung bình 350 m trên mực nước biển.
Người dân địa phương danh xưng tiếng Pháp là Uriménilois.

## Biến động dân số
| Năm | 1962  | 1968  | 1975  | 1982  | 1990  | 1999  |
| --- | ----- | ----- | ----- | ----- | ----- | ----- |
| Dân số | 1 029 | 1 090 | 1 320 | 1 538 | 1 502 | 1 397 |
| From the year 1962 on: No double counting—residents of multiple communes (e.g. students and military personnel) are counted only once. |       |       |       |       |       |       |